# Ministerio de Salud y Deportes (Bolivia)
El Ministerio de Salud y Deportes es el organismo público administrativo encargado de la regulación y ejecución de las políticas de salud en Bolivia. La actual Ministra de Salud del Estado Plurinacional de Bolivia es María Renée Castro Cusicanqui
El Ministerio de Salud consta de tres Viceministerios: Viceministerio de Gestión del Sistema Nacional de Salud; Viceministerio de Promoción, Vigilancia Epidemiológica y Medicina Tradicional; y Viceministerio de Deportes.

## Historia

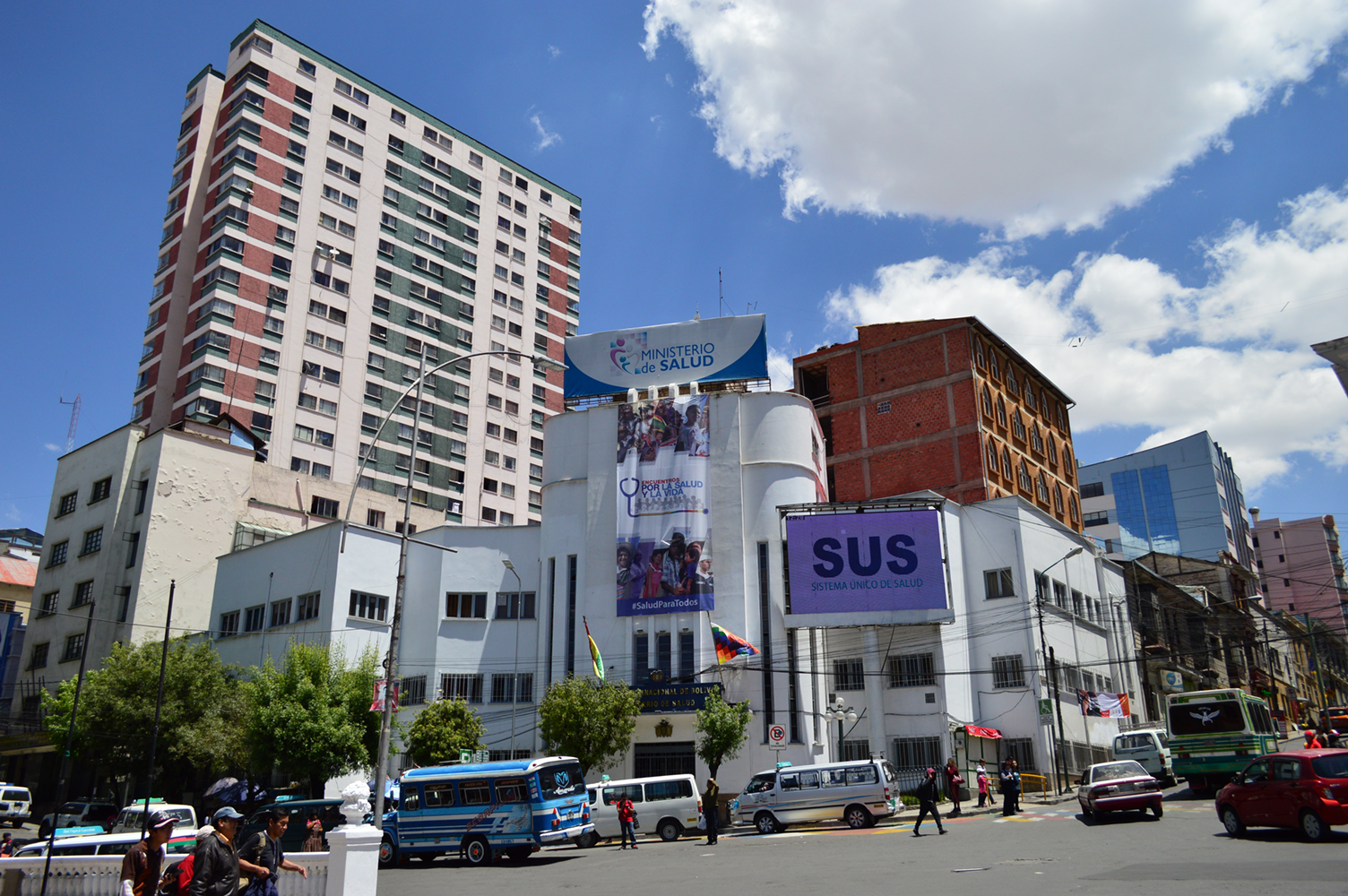
Ministerio de Salud en 2018

La necesidad de contar con un ministerio de salud en Bolivia nace a finales de la década de 1930 después de finalizada la Guerra del Chaco donde murieron alrededor de 50 000 bolivianos. El ministerio de salud fue creado el año 1938 y su primer ministro de salud fue el médico Alfredo Mollinedo.

### Ministerio de Higiene y Salubridad (1938-1940)
Durante los 2 primeros años de funcionamiento del ministerio, este fue autónomo y su primer ministro fue el médico Alfredo Mollinedo  

### Ministerio de Trabajo, Previsión Social, Higiene y Salubridad (1940-1947)
En el año 1940 y durante el gobierno del presidente Enrique Peñaranda Castillo, se decide fucionar al entonces Ministerio de Higiene y Salubridad, pasando de esa manera a depender del Ministerio de Trabajo y Previsión Social, mediante ley del 12 de noviembre de 1940.

### Ministerio de Higiene Salubridad
Después de 7 años de permanecer junto al ministerio de trabajo, en el año 1947 y ya durante el gobierno del presidente Enrique Hertzog Garaizábal se decide restituir nuevamente el Ministerio de Higiene y Salubridad, siendo de esa manera separado definitivamente del ministerio de trabajo y previsión social mediante ley del 9 de mayo de 1947

### Secretaria Nacional de Salud (1995-1997)
El 16 de junio de 1995, durante el primer gobierno del presidente Gonzalo Sánchez de Lozada, se dispone mediante Ley 1627, que el entonces  Ministerio de Prevision Social y Salud Pública descienda de rango y pasa a denominarse como Secretaria Nacional de Salud para depender del entonces Ministerio de Desarrollo Humano.

### Ministerio de Salud (1997-actualidad)
El 15 de septiembre de 1997, durante el segundo gobierno del presidente Hugo Banzer Suárez se vuelve nuevamente a crear el Ministerio de Salud, pues antes de esa fecha, la salud dependía del entonces Ministerio de Desarrollo Humano con el nombre de Secretaria Nacional de Salud.

## Ministros
Desde 1997 hasta 2020, los ministros de salud que por más tiempo permanecieron en el cargo de manera continua fueron los siguientes: Ariana Campero Nava (con 3 años y 4 meses), Juan Carlos Calvimontes (con 3 años) y Guillermo Cuentas (2 años y 8 meses) y de manera discontinua Nila Heredia (con 3 años y 8 meses).
Desde el 2 de junio de 2023, la actual Ministra de Salud y Deportes es María Renée Castro Cusicanqui.
| Ministros de Salud                        | Posesionado por el Presidente de Bolivia | Periodo como Ministro o Ministra | Periodo como Ministro o Ministra | Tiempo de Duración en el Cargo Ministerial | Decreto Presidencial de Designación |
| Ministros de Salud                        | Posesionado por el Presidente de Bolivia | INICIO                           | FINAL                            | Tiempo de Duración en el Cargo Ministerial | Decreto Presidencial de Designación |
| ----------------------------------------- | ---------------------------------------- | -------------------------------- | -------------------------------- | ------------------------------------------ | ----------------------------------- |
| DÉCADA DE 1930 (Años 30s)                 |                                          |                                  |                                  |                                            |                                     |
| Alfredo Mollinedo Imaña † (1896-1973)     | Germán Busch Becerra                     | 22 de agosto de 1938             | 15 de abril de 1940              | 1 año, 7 meses y 24 días                   | Decreto 22/08/38                    |
| DÉCADA DE 1940 (Años 40s)                 |                                          |                                  |                                  |                                            |                                     |
| Abelardo Ibáñez Benavente † (1896-1977)   | Enrique Peñaranda Castillo               | 15 de abril de 1940              | 26 de noviembre de 1942          | 2 años, 7 meses y 11 días                  | Decreto 15/04/40                    |
| Juan Manuel Balcázar † (1894-1956)        | Enrique Peñaranda Castillo               | 26 de noviembre de 1942          | 16 de septiembre de 1943         | 9 meses y 20 días                          | Decreto 26/11/42                    |
| Enrique Hertzog Garaizabal † (1897-1981)  | Enrique Peñaranda Castillo               | 16 de septiembre de 1943         | 20 de diciembre de 1943          | 3 meses y 4 días                           | Decreto 259                         |
| Víctor Andrade Uzquiano † (1905 - 1990)   | Gualberto Villarroel López               | 20 de diciembre de 1943          | 8 de agosto de 1944              | 7 meses y 19 días                          | Decreto Ley 1                       |
| Remberto Capriles Rico (†)                | Gualberto Villarroel López               | 8 de agosto de 1944              | 31 de diciembre de 1944          | 4 meses y 23 días                          | Decreto 177                         |
| Germán Monroy Block † (1914-1986)         | Gualberto Villarroel López               | 31 de diciembre de 1944          | 21 de julio de 1946              | 1 año, 6 meses y 21 días                   | Decreto 238                         |
| Aurelio Alcoba Arroyo (†)                 | Néstor Guillén Olmos                     | 24 de julio de 1946              | 10 de marzo de 1947              | 7 meses y 17 días                          | Decreto 517                         |
| Carlos Morales Ugarte (†)                 | Enrique Hertzog Garaizabal               | 10 de marzo de 1947              | 11 de septiembre de 1947         | 6 meses y 1 día                            | Decreto 761                         |
| Melchor Pinto Parada † (1903-1983)        | Enrique Hertzog Garaizabal               | 11 de septiembre de 1947         | 1 de marzo de 1948               | 5 meses y 20 días                          | Decreto 891                         |
| Juan Manuel Balcázar † (1894-1956)        | Enrique Hertzog Garaizabal               | 1 de marzo de 1948               | 28 de enero de 1949              | 10 meses y 27 días                         | Decreto 1072                        |
| Agustín Benavides Cano (†)                | Enrique Hertzog Garaizabal               | 28 de enero de 1949              | 4 de marzo de 1949               | 1 mes y 7 días                             | Decreto 1501                        |
| Juan Manuel Balcázar † (1894-1956)        | Enrique Hertzog Garaizabal               | 4 de marzo de 1949               | 2 de agosto de 1949              | 4 meses y 29 días                          | Decreto 1553                        |
| Agustín Benavides Cano (†)                | Mamerto Urriolagoitia                    | 2 de agosto de 1949              | 28 de enero de 1950              | 5 meses y 26 días                          | Decreto 1698                        |
| DÉCADA DE 1950 (Años 50s)                 |                                          |                                  |                                  |                                            |                                     |
| Félix Veintemillas Butrón † (1889-1951)   | Mamerto Urriolagoitia                    | 28 de enero de 1950              | 16 de mayo de 1951               | 1 año, 3 meses y 19 días                   | Decreto 1908                        |
| Valentín Gómez Carretero (†)              | Hugo Ballivián Rojas                     | 16 de mayo de 1951               | 11 de abril de 1952              | 10 meses y 26 días                         | Decreto 2545                        |
| Julio Manuel Aramayo Maldonado (†)        | Víctor Paz Estenssoro                    | 12 de abril de 1952              | 18 de enero de 1957              | 4 años, 9 meses y 6 días                   | Decreto 3037                        |
| Gabriel Arze Quiroga (†)                  | Hernán Siles Suazo                       | 18 de enero de 1957              | 3 de enero de 1958               | 11 meses y 16 días                         | Decreto 4555                        |
| Julio Manuel Aramayo Maldonado (†)        | Hernán Siles Suazo                       | 3 de enero de 1958               | 3 de febrero de 1960             | 2 años y 1 mes                             | Decreto 4820                        |
| DÉCADA DE 1960 (Años 60s)                 |                                          |                                  |                                  |                                            |                                     |
| Jacobo Abularach Abularach (†)            | Hernán Siles Suazo                       | 3 de febrero de 1960             | 6 de agosto de 1960              | 6 meses y 3 días                           | Decreto 5405                        |
| Guillermo Jáuregui Guachalla † (?-1978)   | Víctor Paz Estenssoro                    | 6 de agosto de 1960              | 6 de agosto de 1964              | 4 años                                     | Decreto 5537                        |
| Julio Manuel Aramayo Maldonado (†)        | Víctor Paz Estenssoro                    | 6 de agosto de 1964              | 4 de noviembre de 1964           | 2 meses y 29 días                          | Decreto 6860                        |
| Carlos Ardiles Iriarte † (?-1973)         | René Barrientos Ortuño                   | 5 de noviembre de 1964           | 6 de agosto de 1966              | 1 año, 9 meses y 1 día                     | Decreto 6944                        |
| Roque Aguilera Vargas † (?-1970)          | René Barrientos Ortuño                   | 6 de agosto de 1966              | 4 de agosto de 1967              | 1 año                                      | Decreto 7792                        |
| Bruno Boheme Vargas (†)                   | René Barrientos Ortuño                   | 4 de agosto de 1967              | 7 de febrero de 1968             | 6 meses y 3 días                           | Decreto 8061                        |
| Juan Asbún Zugby (†)                      | René Barrientos Ortuño                   | 7 de febrero de 1968             | 27 de julio de 1968              | 5 meses y 20 días                          | Decreto 8250                        |
| Jaime Galindo de Ugarte (†)               | René Barrientos Ortuño                   | 27 de julio de 1968              | 4 de octubre de 1968             | 2 meses y 8 días                           | Decreto 8433                        |
| Jorge Armando Rojas Tardío † (1916-2007)  | René Barrientos Ortuño                   | 4 de octubre de 1968             | 26 de septiembre de 1969         | 11 meses y 22 días                         | Decreto 8501                        |
| Wálter Arzabe Fuentelsaz † (?-2017)       | Alfredo Ovando Candia                    | 26 de septiembre de 1969         | 12 de mayo de 1970               | 5 meses y 8 días                           | Decreto 8935                        |
| DÉCADA DE 1970 (Años 70s)                 |                                          |                                  |                                  |                                            |                                     |
| Javier Ossio Quezada (†)                  | Alfredo Ovando Candia                    | 12 de mayo de 1970               | 7 de octubre de 1970             | 4 meses y 26 días                          | Decreto 9213                        |
| Guillermo Aponte Burela † (1925-2007)     | Juan José Torres González                | 9 de octubre de 1970             | 17 de marzo de 1971              | 5 meses y 8 días                           | Decreto 9407                        |
| Javier Torres-Goitia Tórres † (1922-2021) | Juan José Torres González                | 17 de marzo de 1971              | 21 de agosto de 1971             | 5 meses y 4 días                           | Decreto 9613                        |
| Carlos Valverde Barbery † (1926-2011)     | Hugo Banzer Suárez                       | 22 de agosto de 1971             | 22 de noviembre de 1972          | 1 año y 3 meses                            | Decreto 9861                        |
| Luis Leigue Suárez † (?-2019)             | Hugo Banzer Suárez                       | 22 de noviembre de 1972          | 12 de julio de 1974              | 1 año, 7 meses y 20 días                   | Decreto 10593                       |
| Jorge Torres Navarro (-)                  | Hugo Banzer Suárez                       | 12 de julio de 1974              | 9 de noviembre de 1976           | 2 años, 3 meses y 28 días                  | Decreto 11642                       |
| Guido Vildoso Calderón (1937-)            | Hugo Banzer Suárez                       | 9 de noviembre de 1976           | 21 de julio de 1978              | 1 año, 8 meses y 12 días                   | Decreto 14107                       |
| Óscar Román Vaca † (1941-2017)            | Juan Pereda Asbún                        | 24 de julio de 1978              | 24 de noviembre de 1978          | 4 meses                                    | Decreto 15689                       |
| Luis Kuramoto Medina (-)                  | Juan Pereda Asbún                        | 6 de noviembre de 1978           | 24 de noviembre de 1978          | 18 días                                    | Decreto 15930                       |
| Luis Rivera Palacios (-)                  | David Padilla Arancibia                  | 24 de noviembre de 1978          | 8 de agosto de 1979              | 8 meses y 14 días                          | Decreto 15977                       |
| Jorge Abularach Baboun † (?-2020)         | Walter Guevara Arze                      | 9 de agosto de 1979              | 1 de noviembre de 1979           | 2 meses y 23 días                          | Decreto 17036                       |
| Aquiles Gómez Coca † (1932-1994)          | Alberto Natusch Busch                    | 7 de noviembre de 1979           | 16 de noviembre de 1979          | 9 días                                     | Decreto 17108                       |
| Aída Claros Rosales (1932-)               | Lidia Gueiler Tejada                     | 19 de noviembre de 1979          | 7 de abril de 1980               | 4 meses y 18 días                          | Decreto 17118                       |
| DÉCADA DE 1980 (Años 80s)                 |                                          |                                  |                                  |                                            |                                     |
| Hugo Palazzi Moscoso (-)                  | Lidia Gueiler Tejada                     | 7 de abril de 1980               | 17 de julio de 1980              | 3 meses y 10 días                          | Decreto 17319                       |
| Avelino Rivero Parada (-)                 | Luis García Meza Tejada                  | 18 de julio de 1980              | 25 de febrero de 1981            | 7 meses y 7 días                           | Decreto 17529                       |
| José Villaroel Suárez (-)                 | Luis García Meza Tejada                  | 25 de febrero de 1981            | 4 de septiembre de 1981          | 6 meses y 7 días                           | Decreto 18026                       |
| Arnold Hofman Bang Soleto † (1942-1997)   | Celso Torrelio Villa                     | 7 de septiembre de 1981          | 19 de julio de 1982              | 10 meses y 12 días                         | Decreto 18586                       |
| Dorian Gorena Urizar † (1941-2020)        | Guido Vildoso Calderon                   | 21 de julio de 1982              | 10 de octubre de 1982            | 2 meses y 20 días                          | Decreto 19075                       |
| Mario Argandoña Yáñez (-)                 | Hernán Siles Suazo                       | 10 de octubre de 1982            | 22 de enero de 1983              | 3 meses y 12 días                          | Decreto 19230                       |
| Javier Torres-Goitia Torres † (1922-2021) | Hernán Siles Suazo                       | 22 de enero de 1983              | 6 de agosto de 1985              | 2 años, 6 meses y 15 días                  | Decreto 19388                       |
| Hugo Rodríguez Serrano (-)                | Víctor Paz Estenssoro                    | 6 de agosto de 1985              | 22 de enero de 1986              | 5 meses y 16 días                          | Decreto 21045                       |
| Carlos Pérez Guzmán (-)                   | Víctor Paz Estenssoro                    | 22 de enero de 1986              | 20 de septiembre de 1988         | 2 años, 7 meses y 29 días                  | Decreto 21175                       |
| Joaquín Arce Lema (-)                     | Víctor Paz Estenssoro                    | 20 de septiembre de 1988         | 6 de agosto de 1989              | 10 meses y 16 días                         | Decreto 22032                       |
| Mario Paz Zamora (1937-)                  | Jaime Paz Zamora                         | 6 de agosto de 1989              | 17 de marzo de 1992              | 2 años, 7 meses y 11 días                  | Decreto 22293                       |
| DÉCADA DE 1990 (Años 90s)                 |                                          |                                  |                                  |                                            |                                     |
| Carlos Dabdoub Arrien (1945-)             | Jaime Paz Zamora                         | 17 de marzo de 1992              | 6 de agosto de 1993              | 1 año, 4 meses y 20 días                   | Decreto 23097                       |
| Joaquín Monasterio Pinckert (1945-)       | Gonzalo Sánchez de Lozada                | 6 de agosto de 1993              | 4 de octubre de 1995             | 2 años, 1 mes y 29 días                    | Decreto 24842                       |
| Óscar Sandóval Morón (1941-)              | Gonzalo Sánchez de Lozada                | 4 de octubre de 1995             | 6 de agosto de 1997              | 1 año, 10 meses y 2 días                   | Decreto 24842                       |
| Vladimir Tonchy Marinkovic (1942-)        | Hugo Banzer Suárez                       | 16 de septiembre de 1997         | 9 de octubre de 1998             | 1 año, 1 mes y 23 días                     | Decreto 24842                       |
| Guillermo Cuentas Yáñez (-)               | Hugo Banzer Suárez                       | 9 de octubre de 1998             | 8 de agosto de 2001              | 2 años, 8 meses y 29 días                  | Decreto 25193                       |
| DÉCADA DE 2000 (Años 2000s)               |                                          |                                  |                                  |                                            |                                     |
| Enrique Paz Argandoña (-)                 | Jorge Quiroga Ramirez                    | 8 de agosto de 2001              | 6 de agosto de 2002              | 11 meses y 29 días                         | Decreto 26277                       |
| Javier Tórres-Goitia Caballero (1950-)    | Gonzalo Sánchez de Lozada                | 6 de agosto de 2002              | 17 de octubre de 2003            | 1 año, 3 meses y 11 días                   | Decreto 26754                       |
| Fernando Antezana Aranibar (-)            | Carlos Mesa Gisbert                      | 19 de octubre de 2003            | 3 de febrero de 2005             | 1 año, 2 meses y 14 días                   | Decreto 27215                       |
| María Teresa Paz Prudencio (-)            | Carlos Mesa Gisbert                      | 3 de febrero de 2005             | 9 de febrero de 2005             | 6 días                                     | Decreto 27999                       |
| Graciela Rosario Quiroga Morales (-)      | Carlos Mesa Gisbert                      | 9 de febrero de 2005             | 9 de junio de 2005               | 4 meses                                    | Decreto 28001                       |
| Álvaro Muñoz Reyes Navarro (-)            | Eduardo Rodríguez Veltzé                 | 14 de junio de 2005              | 22 de enero de 2006              | 7 meses y 8 días                           | Decreto 28201                       |
| Nila Heredia Miranda (1943-)              | Evo Morales Ayma                         | 23 de enero de 2006              | 23 de enero de 2008              | 2 años                                     | Decreto 28602                       |
| Walter Selum Rivero (-)                   | Evo Morales Ayma                         | 23 de enero de 2008              | 8 de septiembre de 2008          | 7 meses y 16 días                          | Decreto 29426                       |
| Jorge Ramiro Tapia Sainz (1957-)          | Evo Morales Ayma                         | 8 de septiembre de 2008          | 23 de enero de 2010              | 1 año, 4 meses y 15 días                   | Decreto 29700                       |
| DÉCADA DE 2010 (Años 10s)                 |                                          |                                  |                                  |                                            |                                     |
| Sonia Polo Andrade (-)                    | Evo Morales Ayma                         | 23 de enero de 2010              | 16 de mayo de 2010               | 3 meses y 24 días                          | Decreto 407                         |
| Nila Heredia Miranda (1943-)              | Evo Morales Ayma                         | 16 de mayo de 2010               | 23 de enero de 2012              | 1 año, 8 meses y 7 días                    | Decreto 512                         |
| Juan Carlos Calvimontes Camargo (1964-)   | Evo Morales Ayma                         | 23 de enero de 2012              | 23 de enero de 2015              | 3 años                                     | Decreto 1125                        |
| Ariana Campero Nava (1986-)               | Evo Morales Ayma                         | 23 de enero de 2015              | 30 de mayo de 2018               | 3 años, 4 meses y 7 días                   | Decreto 2249                        |
| Rodolfo Rocabado Benavides (-)            | Evo Morales Ayma                         | 30 de mayo de 2018               | 23 de enero de 2019              | 7 meses y 24 días                          | Decreto 3573                        |
| Gabriela Montaño Viaña (1975-)            | Evo Morales Ayma                         | 23 de enero de 2019              | 10 de noviembre de 2019          | 9 meses y 18 días                          | Decreto 3780                        |
| Aníbal Cruz Senzano (-)                   | Jeanine Áñez Chávez                      | 14 de noviembre de 2019          | 8 de abril de 2020               | 4 meses y 24 días                          | Decreto 4080                        |
| DÉCADA DE 2020 (Años 20s)                 |                                          |                                  |                                  |                                            |                                     |
| Marcelo Navajas Salinas (1957-)           | Jeanine Áñez Chávez                      | 8 de abril de 2020               | 20 de mayo de 2020               | 1 mes y 12 días                            | Decreto 4209                        |
| María Eidy Roca Justiniano (1954-)        | Jeanine Áñez Chávez                      | 20 de mayo de 2020               | 8 de noviembre de 2020           | 5 meses y 19 días                          | Decreto 4255                        |
| Edgar Pozo Valdivia (1948-)               | Luis Arce Catacora                       | 9 de noviembre de 2020           | 16 de enero de 2021              | 2 meses y 7 días                           | Decreto 4389                        |
| Jeyson Auza Pinto (1981-)                 | Luis Arce Catacora                       | 16 de enero de 2021              | 2 de junio de 2023               | 2 años, 4 meses y 17 días                  | Decreto 4454                        |
| María Renée Castro Cusicanqui (1982-)     | Luis Arce Catacora                       | 2 de junio de 2023               | Actualidad                       | 2 años, 1 mes y 21 días                    | Decreto 4952                        |

### Viceministros

#### Viceministerio de Salud y Promoción
| Viceministro/a de Salud y Promoción | Posesionado/a por el Ministro/a | Periodo como Viceministro                     | Duración en el Cargo      | Referencias |
| ----------------------------------- | ------------------------------- | --------------------------------------------- | ------------------------- | ----------- |
| Nila Heredia Miranda                | Sonia Polo Andrade              | 8 de febrero de 2010 - 17 de mayo de 2010     | 3 meses y 9 días          |             |
| Martin Maturano Trigo               | Nila Heredia Miranda            | 24 de mayo de 2010 - 30 de abril de 2014      | 3 años, 11 meses y 6 días |             |
| Ariana Campero Nava                 | Juan Carlos Calvimontes Camargo | 30 de abril de 2014 - 23 de enero de 2015     | 8 meses y 23 días         |             |
| Carla Andrea Parada Barba           | Ariana Campero Nava             | 2 de febrero de 2015 - 30 de enero de 2017    | 1 año, 11 meses y 28 días | [ 2 ]       |
| Álvaro Terrazas Pelaéz              | Ariana Campero Nava             | 30 de enero de 2017 - 10 de noviembre de 2019 | 2 años, 9 meses y 11 días |             |
| Erwin Viruez Soleto                 | Aníbal Cruz Senzano             | 21 de noviembre de 2019 - 8 de abril de 2020  | 4 meses y 17 días         |             |
| María Eidy Roca Justiniano          | Marcelo Navajas Salinas         | 8 de abril de 2020 - 20 de mayo de 2020       | 1 mes y 12 días           |             |

#### Viceministerio de Medicina Tradicional e Interculturalidad
| Viceministro/a de Medicina Tradicional e Interculturalidad | Posesionado/a por el Ministro/a | Periodo como Viceministro                     | Duración en el Cargo     | Referencias |
| ---------------------------------------------------------- | ------------------------------- | --------------------------------------------- | ------------------------ | ----------- |
| Jaime Rolando Zalles Asín                                  | Nila Heredia Miranda            | 1 de febrero de 2006 - 27 de octubre de 2007  | 1 año, 9 meses y 26 días |             |
| Nelson Edwin Ticona Calderón                               | Walter Selum Rivero             | 1 de febrero de 2008 - 3 de marzo de 2009     | 1 año, 1 mes y 2 días    |             |
| Lauro Alejandro de los Heros Fernández                     | Jorge Ramiro Tapia Sainz        | 3 de marzo de 2009 - 11 de junio de 2009      | 3 meses y 8 días         |             |
| Marcelo Eduardo Zaiduni Salazar                            | Jorge Ramiro Tapia Sainz        | 27 de agosto de 2009 - 8 de febrero de 2010   | 5 meses y 12 días        |             |
| Roberto Suárez Ojopi                                       | Sonia Polo Andrade              | 8 de febrero de 2010 - 14 de julio de 2010    | 5 meses y 6 días         |             |
| Alberto Camaqui Mendoza                                    | Nila Heredia Miranda            | 14 de julio de 2010 - 19 de abril de 2016     | 5 años, 9 meses y 5 días |             |
| Germán Mamani Huallpa                                      | Ariana Campero Nava             | 19 de abril de 2016 - 28 de febrero de 2018   | 1 año, 10 meses y 9 días |             |
| Lucas Choque Apaza                                         | Ariana Campero Nava             | 28 de febrero de 2018 - 11 de junio de 2019   | 1 año, 3 meses y 11 días | [ 2 ]       |
| Walter Gutiérrez Mena                                      | Gabriela Montaño Viaña          | 11 de junio de 2019 - 11 de noviembre de 2019 | 5 meses                  |             |
| Felipe Néstor Quilla Muni                                  | Aníbal Cruz Senzano             | 21 de noviembre de 2019 - 4 de junio de 2020  | 6 meses y 13 días        |             |